# 비덴트
비덴트(Vidente)는 대한민국의 방송용 디스플레이 기업으로, 가상화폐 거래소 빗썸의 지주사인 빗썸홀딩스의 최대주주이다.

## 역사
세븐스타웍스에서 현재의 사명으로 변경하였다.

## 논란
- 2022년과 2023년 사업연도 감사 의견 거절로 인해 한때 주식 거래가 정지되었다가 재감사를 통해 적정 의견을 받으며 상장폐지 사유를 해소했다.[2]
- 실소유주로 알려진 강종현 씨의 횡령 및 배임 사건으로 인해 상장 적격성 실질 심사 대상에 포함될 가능성이 있으며, 이는 향후 경영 안정성에 영향을 미칠 수 있다[3][4]

## 같이 보기
- 빗썸